# SCB-2019
SCB-2019 je proteinová podjednotka vakcíny proti covidu-19 vyvinutá společností Clover Biopharmaceuticals s použitím přídavné látky od společnosti Dynavax technologies. Pozitivní výsledky klinických studií fáze I pro vakcínu byly publikovány v lékařském periodiku The Lancet a společnost vyvíjející vakcínu dokončila zápis 29 000 účastníků do studií fáze II/III v červenci 2021. V září 2021 byly oznámeny výsledky výsledky fáze III ukazující 67% účinnost proti všem případům covidu-19 a 79% účinnost proti všem případům varianty delta. Navíc byla vakcína z 84% účinná proti středně těžkým případům a ze 100% účinná v prevenci hospitalizace.
Vakcína SCB-2019 je financována koalicí CEPI jako součást programu COVAX. Společnost GAVI podala předběžnou nákupní objednávku na 400 milionů dávek. Výroba by měla být zahájena v průběhu roku 2021.

## Lékařské použití
Vakcína je aplikována ve 2 dávkách během 4 týdnů.

### Účinnost
V září 2021 SCB-2019 oznámila výsledky fáze III ukazující 67,2% účinnost proti všem případům covidu-19 jakéhokoli stupně závažnosti, 83,7% účinnost proti středně těžkému až těžkému onemocnění a 100% proti hospitalizaci a těžkým případům. Navíc byla vakcína 79% účinná proti všem případům delta. Z 207 případů onemocnění zjištěných během studií bylo 52 z očkované skupiny a 155 ze skupiny s placebem.
Clover očekává, že předloží své výsledky klinických testů fáze III ke schválení Světové zdravotnické organizaci, Evropské lékové agentuře a čínské NMPA ve čtvrtém čtvrtletí roku 2021.

#### Účinnost proti variantám
Ve studiích fáze III prokázala vakcína SCB-2019 účinnost 81,7 % u středně těžkých až těžkých případů covidu-19 způsobených delta, 91,8 % u gamma a 58,6 % u mu. Během zkoušek bylo zaznamenáno 56 případů Delta, 37 případů Mu a 13 případů Gamma.

## Farmakologie
Podjednotkové vakcíny obsahují části viru vybrané tak, aby stimulovaly imunitní odpověď, aniž by zahrnovaly celý virus. Protože fragmenty nejsou schopny způsobit onemocnění, jsou podjednotkové vakcíny považovány za velmi bezpečné. Mezi široce používané podjednotkové vakcíny patří vakcína proti hepatitidě B a vakcína proti černému kašli.
SCB-2019 má trimerní formu spike proteinu SARS-CoV-2 (S-Trimer) kombinovanou se dvěma různými přídavnými látkami AS03 (GlaxoSmithKline) nebo CpG/Alum (Dynavax). Vakcína obsahuje spike protein ve své přirozené třídílné formě, což vede k potenciálně lepší imunitní odpovědi. Vakcína je podobná jiným podjednotkovým vakcínám COVID-19 včetně Novavax, Abdala a ZF2001.
Vakcína je stabilní po dobu nejméně šesti měsíců za normálních podmínek v lednici a nejméně jeden měsíc při 40 stupních Celsia.

## Výroba

### Investice CEPI a COVAX
Vakcína SCB-2019 je financována koalicí CEPI jako součást programu COVAX. Do listopadu 2020 CEPI investovala 328 milionů dolarů do vývoje vakcíny. Pokud by byla vakcína úspěšná, investice CEPI by pomohla zvýšit výrobu na více než 1 miliardu dávek ročně. Dříve CEPI poskytla 3,5 milionu USD na podporu zkoušek fáze I a později dalších 66 milionů USD v červenci 2020 na rozšíření klinických zkoušek a přípravu míst pro zkoušky fáze II/III.
V únoru 2021 se společnost Clover po vyhodnocení výrobních úvah rozhodla přistoupit k použití přídavné látky od Dynavaxu ve fázi II/III zkoušek před látkou od společnosti GlaxoSmithKline. Samostatně CEPI poskytla společnosti Dynavax finanční prostředky ve výši 99 milionů dolarů na výrobu svého přídavku pro různé vakcíny na covid-19.
Očekává se, že výroba vakcíny začne v roce 2021.

### Objednávky
V červnu 2020 společnost GAVI oznámila dohodu se společností Clover o nákupu 64 milionů dávek v roce 2021 a dalších 350 milionů dávek v roce 2022.

## Klinické testy

### Fáze I a II klinických testů
V červnu 2020 byla zahájena fáze I studie k posouzení bezpečnosti, reaktogenity a imunogenicity při více dávkových podáních se 151 účastníky v Perthu v Austrálii s použitím 2 samostatných přídavných látek, AS03 a CpG/Alum. Podle výsledků publikovaných v The Lancet došlo po podání SCB-2019 k silné imunitní odpovědi proti covidu-19 s vysokou virovou neutralizační aktivitou (geometrické průměrné titry protilátek byly 1567–4452 s AS03 a 174–2440 s CpG/Alum). Obě vakcíny s adjuvans byly dobře tolerovány a bylo zjištěno, že jsou vhodné pro další klinický vývoj.
V srpnu 2021 byla zahájena fáze II studie k posouzení imunogenicity a bezpečnosti s 800 účastníky v Číně.

### Fáze II/III klinických testů
V březnu 2021 byla zahájena větší kombinovaná klinická studie fáze II/III, která měla vyhodnotit účinnost, imunogenicitu, reaktogenitu a bezpečnost vakcíny SCB-2019 s přídavkem CpG/Alum. V červenci 2021 byl zápis 29 0000 účastníků do studií fáze II/III dokončen. 45% účastníků je z Asie, 45% z Latinské Ameriky a zbytek z Evropy a Afriky.

### Účinnost proti variantám
V září 2021 výsledky publikované v The Journal of Infectious Diseases ukázaly, že protilátkové reakce indukované SCB-2019 se vyskytují až 184 dní podle studie fáze I. Navíc vakcína produkovala neutralizační protilátky proti třem nejběžnějším variantám, které vyvolávají obavy; Alfa, Beta a Gamma.
V září 2021 prokázal tento kandidát na vakcínu proti covidu-19 79% účinnost proti delta variantě v klinických studiích fáze II/III.